# ائرو ای.۲۱
ائرو ای. ۲۱ (به انگلیسی: Aero A.21) یک هواپیمای ساختِ آئرو ودوخودی است. نخستین استفاده‌کنندهٔ این هواپیما نیروی هوایی چک بوده‌است.